# Germani disulfide
Germani disulfide hay đisulfide germani là hợp chất hóa học có công thức GeS2. Nó là chất rắn kết tinh màu trắng hay không màu, nóng chảy ở khoảng 800 °C..

## Lịch sử
Đisulfide germani là hợp chất của germani đầu tiên được Clemens Winkler tìm thấy trong phân tích argyrodit. Do đisulfide germani không hòa tan trong dung dịch axít nên Winkler đã có thể cô lập ra nguyên tố mới từ các nguyên tố khác đã biết.